# 治所同城
治所同城是指中国古代不同层级的行政区的治所设置于一处城池内。以没有独立县城而将治所附设于上级政区（府、州、郡、军等）城郭之内的县最为常见，称之为附郭县或倚郭县。晚清时，以一府有一个附郭县为常见:120。
较大的府城或省城常有两个甚至三个附郭县，也有府城无附郭县。在一城之内，既有府衙，也有县衙，并有各自的配套机构如学宫文庙等。住在府城内的居民，其籍贯也是和其他州府属县一样写至县，而不单写府。有两个附郭县的府城，会出现同城居民籍贯不同县的情况。

## 例子
现代研究者将清末的治所同城，分为三种：一是府县同城，即府治与附郭县同城，共有176组；二是州县同城，即直隶州与附郭县同城，仅有太仓直隶州与镇洋县1组；三是两县同城，即两县均不属于附郭县且治所同处一城，仅有位于江苏省的5组。中国学界对清代治所同城的研究中，认为在清朝中期、促成治所同城的分县是为分摊赋税负担和官员赋税征收、繁剧事务的责任。清末新政推行的地方自治又成为并县的主要原因:120。
一府有一个附郭县的情况最常见，如宁波府的附郭县为鄞县，常州府的附郭县为武进县。台北府附郭縣為淡水縣。一府有两个附郭县的情况也较多，例如南京城设应天府，下辖的上元县与江宁县治所位于城内今白下路和江宁街道；北京城设顺天府，下辖的大兴县、宛平县治所均在城内，两者即为顺天府的附郭县；福州府下辖的閩县、侯官县治所也在府城内，故两者即为福州府的附郭县；广州府下辖的番禺县、南海县治所也在府城内，故两者即为广州府的附郭县；南昌府下辖的南昌县、新建县治所也在府城内，两者即为南昌府的附郭县；长沙府下辖有长沙县和善化县，治所都在府城内；苏州府下辖有吴县、长洲县、元和县，其治所俱在府城内，故领有三个附郭县，为全国之最。无附郭县的情况如承德府、朝阳府。

## 演变

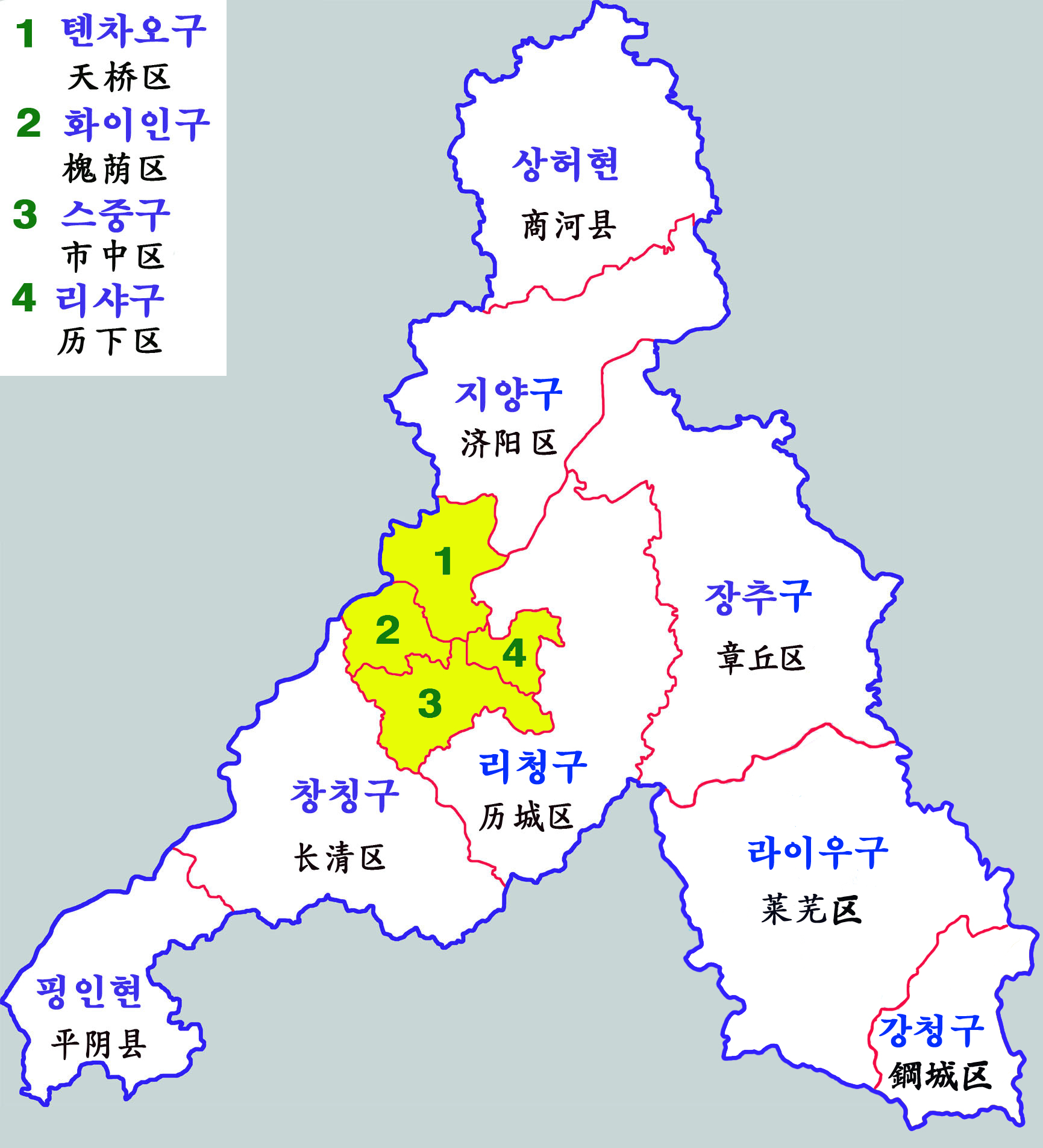
濟南市歷城區是一個典型的附郭县。1929年7月，南京国民政府析历城县城、城外商埠及其四郊置济南市，即今日的市區（天橋、槐蔭、市中、歷下），歷城縣僅餘軀殼，包裹著濟南的外部，從黃河北岸延伸至泰山山麓

1912年民國建立後，撤销所有府、州、厅，某些府的名称从此消失，只保留了附郭县的名称，如湖南宝庆府邵阳县、江西广信府上饶县；而有些地方则将府名用作县名（通常是由于附郭县的原县名与其它县重名），或稍加改动，前者如江西九江府德化县改九江县，后者如潮州府海阳县改潮安县。亦有在建市後，以府名作城市名稱的例子，例如福州、廣州、蘇州等。

## 概念的延申
1949年中华人民共和国成立后，为了方便早期大中城市统辖市郊的便利，部分城市陆续沿用了民国时期市县一体的政府，如沧州市和沧县，郑州市和郑县，杭州市和杭县等；或者析设县城或主要城镇为市，周边农村为县，如河北省宣化、邢台、邯郸等；该制度类似于附郭县。伴随着改革开放后地区改地级市的浪潮，越来越多临近市中心区域的地域陆续划入或改设新建市辖区。
在将某些县政府驻地划为其他行政区后，党政机关并未外迁至所辖县境内，以至该县境内并没有可以代表该县的行政中心或城区，这种情况即“县城被夺”，或称县市同城、空心县、有县无城。2018年时，有县无城的县有辽宁省抚顺县（县政府位于顺城区）、朝阳县，河北省沧县（县政府位于新华区）、邢台县、新疆维吾尔自治区和田地区和田县（县政府位于和田市）等。安阳市安阳县曾是空心县之一，县政府始终驻留在北关区，后因安阳县新城规划，县政府搬迁至所辖境内而作罢。

## 列表
直隶
1. 顺天府大兴县：拆分出东城、朝阳等区，仅剩南边一隅，即今北京市大兴区。
宛平县：拆分出西城、门头沟、石景山、海淀南部、丰台等区。现已不存。
2. 保定府清苑县：拆分出竞秀、莲池区，仅剩南边一隅，即今河北省保定市清苑区。
3. 正定府正定县：今河北省石家庄市正定县。
4. 大名府大名县：今河北省邯郸市大名县。
5. 顺德府邢台县：拆分出桥西区、桥东区，仅剩一隅，即今河北省邢台市邢台县。
6. 广平府永年县：今河北省邯郸市永年区。
7. 天津府天津县：拆分出河北、南开、和平等区。现已不存。
8. 河间府河间县：今河北省沧州市河间市。
9. 宣化府宣化县：今河北省张家口市宣化区。

盛京
1. 奉天府承德县：拆分出和平、铁西、大东等区。现已不存。
2. 锦州府锦县：拆分出太和、古塔等区。现已不存。

江苏
1. 江宁府江宁县：拆分出秦淮、建邺等区，仅剩一隅，即今江苏省南京市江宁区。
上元县：拆分出栖霞、玄武等区，现已不存。
2. 镇江府丹徒县：拆分出京口、润州诸区，仅剩一隅，即今江苏省镇江市丹徒区。
3. 常州府武进县：拆分出天宁诸区，仅剩一隅，即今江苏省常州市武进区。
阳湖县：拆分出新北诸区，现已不存。
4. 苏州府吴县、长洲县和元和县：1912年三縣合併，最前者存續至2000年，三县辖地今分属江苏省苏州市虎丘區、姑蘇區、吳中區和相城區。
5. 松江府华亭县、娄县：1912年两縣合併，前者在翌年改称松江并存續至今，即今上海市松江区。
6. 扬州府江都县：拆分出广陵诸区，仅剩一隅，即今江苏省扬州市江都区。
甘泉县：拆分出邗江诸区，现已不存。
7. 淮安府山阳县：改为淮安市淮安区。现已不存。
8. 徐州府铜山县：拆分出鼓楼、云龙诸区，仅剩一隅，即今江苏省徐州市铜山区。

安徽
1. 庐州府合肥县：今安徽省合肥市。
2. 安庆府怀宁县：拆分出迎江、大观诸区，仅剩一隅，即今安徽省安庆市怀宁县。
3. 徽州府歙县：今安徽省黄山市歙县。
4. 宁国府宣城县：今安徽省宣城市。
5. 池州府贵池县：今安徽省池州市贵池区。
6. 太平府当涂县：今安徽省马鞍山市当涂县。
7. 凤阳府凤阳县：今安徽省滁州市凤阳县。
8. 颍州府阜阳县：今安徽省阜阳市。

山东
1. 济南府历城县，拆分天桥、槐荫、市中诸区，仅剩东部一隅，即今山东省济南市历城区。
2. 泰安府泰安县 ，今山东省泰安市泰山区和岱岳区。
3. 东昌府聊城县，今山东省聊城市东昌府区。
4. 曹州府菏泽县，今山东省菏泽市牡丹区，曹县，延续至今。
5. 武定府惠民县，今山东省滨州市惠民县。
6. 兖州府滋阳县，今山东省济宁市兖州区。
7. 沂州府兰山县，今山东省临沂市兰山区、河东区、罗庄区。
8. 青州府益都县，今山东省淄博市青州市。
9. 莱州府掖县，今山东省烟台市莱州市。
10. 登州府蓬莱县，今山东省烟台市蓬莱市。

山西
1. 太原府阳曲县：拆分出小店、迎泽诸区，仅剩一隅，即今山西省太原市阳曲县。
2. 平阳府临汾县：今山西省临汾市。
3. 蒲州府永济县：今山西省运城市永济市。
4. 泽州府凤台县：拆分出城区，仅剩一隅，即今山西省晋城市泽州县。
5. 潞安府长治县：今山西省长治市。
6. 汾州府汾阳县：今山西省吕梁市汾阳市。
7. 大同府大同县：拆分出平城、云冈诸区，现已不存。
8. 朔平府右玉县：今山西省朔州市右玉县。
9. 宁武府宁武县：今山西省忻州市宁武县。

河南
1. 开封府祥符县：拆分出鼓楼、龙亭诸区，仅剩一隅，即今河南省开封市祥符区。
2. 卫辉府汲县：今河南省新乡市卫辉市。
3. 彰德府安阳县：今河南省安阳市。
4. 归德府商丘县：拆分出梁园诸区，仅剩一隅，即今河南省商丘市睢阳区。
5. 河南府洛阳县：拆分出老城、西工诸区，现已不存。
6. 怀庆府河内县：今河南省焦作市沁阳市。
7. 陈州府淮宁县：今河南省周口市淮阳县。
8. 汝宁府汝阳县：今河南省驻马店市汝南县。
9. 南阳府南阳县：拆分出卧龙、宛城诸区，现已不存。

陕西
1. 西安府长安县：拆分出碑林诸区，仅剩一隅，即今陝西省西安市长安区。
咸宁县：拆分出灞桥诸区，现已不存。
2. 凤翔府凤翔县：今陝西省宝鸡市凤翔县。
3. 汉中府南郑县：今陝西省汉中市南郑区。
4. 兴安府安康县：今陝西省安康市。
5. 同州府大荔县：今陝西省渭南市大荔县。
6. 延安府肤施县：现已不存。
7. 榆林府榆林县：现已不存。

甘肃
1. 兰州府皋兰县：拆分出城关诸区，仅剩一隅，即今甘肃省兰州市皋兰县。
2. 西宁府西宁县：拆分出城中诸区，仅剩一隅，即今青海省西宁市湟中县。
3. 凉州府武威县：今甘肃省武威市。
4. 甘州府张掖县：今甘肃省张掖市。
5. 宁夏府宁朔县：现已不存。
宁夏县：现已不存。
6. 庆阳府安化县：现已不存。
7. 平凉府平凉县：现已不存。
8. 巩昌府陇西县：今甘肃省定西市陇西县。

浙江
1. 杭州府钱塘县：现已不存。
仁和县：现已不存。
2. 绍兴府山阴县：现已不存。
建德县：现已不存。
3. 嘉兴府嘉兴县：现已不存。
秀水县：现已不存。
4. 湖州府乌程县：现已不存。
归安县：现已不存。
5. 严州府建德县：今浙江省杭州市建德市。
6. 宁波府鄞县：现已不存。
7. 金华府金华县：今浙江省金华市。
8. 台州府临海县：今浙江省台州市临海市。
9. 衢州府西安县：现已不存。
10. 处州府丽水县：今浙江省丽水市。
11. 温州府永嘉县：今浙江省温州市永嘉县。

江西
1. 南昌府南昌县：拆分出青云谱区，仅剩一隅，即今江西省南昌市南昌县。
新建县：今江西省南昌市新建区。
2. 南康府星子县：今江西省九江市庐山市。
3. 九江府德化县：今江西省九江市柴桑区。
4. 饶州府鄱阳县：今江西省上饶市鄱阳县。
5. 广信府上饶县：今江西省上饶市。
6. 瑞州府高安县：今江西省南昌市高安市。
7. 临江府清江县：今江西省宜春市樟树市。
8. 袁州府宜春县：今江西省宜春市。
9. 抚州府临川县：今江西省抚州市临川区。
10. 建昌府南城县：今江西省抚州市南城县。
11. 吉安府庐陵县：今江西省吉安市吉安县。
12. 赣州府赣县：拆分出章贡区，仅剩一隅，即今江西省赣州市赣县区。
13. 南安府大庾县：今江西省赣州市大余县。

湖北
1. 武昌府江夏县：拆分出洪山诸区，仅剩一隅，即今湖北省武汉市江夏区。
2. 汉阳府汉阳县：拆分出硚口诸区，仅剩一隅，即今湖北省武汉市汉阳区。
3. 黄州府黄冈县：今湖北省黄冈市。
4. 德安府安陆县：今湖北省孝感市安陆市。
5. 安陆府钟祥县：今湖北省荆门市钟祥市。
6. 荆州府江陵县：拆分出沙市诸区，仅剩一隅，即今湖北省荆州市江陵县。
7. 襄阳府襄阳县：今湖北省襄阳市。
8. 宜昌府东湖县：今湖北省宜昌市夷陵区。
9. 郧阳府郧县：今湖北省十堰市郧阳区。
10. 施南府恩施县：现已不存，轄地今屬湖北省恩施土家族苗族自治州恩施市。

湖南
1. 长沙府长沙县、善化县：1913年裁縣留府時兩縣合併，前者存續至今。拆分出芙蓉诸区，仅剩一隅，即今湖南省长沙市长沙县。
2. 岳州府巴陵县：今湖南省岳阳市岳阳县。
3. 常德府武陵县：今湖南省常德市武陵区。
4. 永顺府永顺县：今湖南省湘西土家族苗族自治州永顺县。
5. 辰州府沅陵县：今湖南省怀化市沅陵县。
6. 沅州府芷江县：今湖南省怀化市芷江侗族自治县。
7. 宝庆府邵阳县：今湖南省邵阳市。
8. 衡州府衡阳县：今湖南省衡阳市衡阳县。
清泉县：1913年裁縣留府時併入衡阳县，现已不存，1952年部份原有轄區析置衡南县。
9. 永州府零陵县：今湖南省永州市零陵区。

四川
1. 成都府华阳县：现已不存，原轄區一帶今屬四川省成都市双流区。
成都县：现已不存。
2. 嘉定府乐山县：今四川省乐山市。
3. 雅州府雅安县：今四川省雅安市。
4. 潼川府三台县：今四川省绵阳市三台县。
5. 龙安府平武县：今四川省绵阳市平武县。
6. 叙州府宜宾县：今四川省宜宾市。
7. 宁远府西昌县：今四川省凉山彝族自治州西昌市。
8. 重庆府巴县：拆分出渝中诸区，仅剩一隅，1994年改名为巴南区。
9. 夔州府奉节县：今重庆市奉节县。
10. 绥定府达县：今四川省达州市。
11. 顺庆府南充县：今四川省南充市。
12. 保宁府阆中县：今四川省南充市阆中市。

福建
1. 福州府闽县、侯官县：拆分出鼓楼诸区，仅剩一隅，即今福州市闽侯县。
2. 建宁府建安县、瓯宁县：1913年兩縣合併為建瓯县，存續至今，即今福建省南平市建瓯市。
3. 福宁府霞浦县：今福建省宁德市霞浦县。
4. 邵武府邵武县：今福建省南平市邵武市。
5. 延平府南平县：今福建省南平市。
6. 汀州府长汀县：今福建省龙岩市长汀县。
7. 兴化府莆田县：今福建省莆田市。
8. 泉州府晋江县：拆分出丰泽诸区，仅剩一隅，即今福建省泉州市晋江市。
9. 漳州府龙溪县：1960年與海澄合并為龙海县，现已不存，轄地今屬福建省漳州市龙海区和龙文区。

广东
1. 广州府南海县：拆分出佛山市禅城、广州市白云诸区，仅剩一隅，即今广东省佛山市南海区。
番禺县：拆分出天河诸区，仅剩一隅，即今广东省广州市番禺区。
2. 肇庆府高要县：拆分出端州诸区，仅剩一隅，即今广东省肇庆市高要区。
3. 惠州府归善县：归善县虽是惠州府附郭，但县城于府城并不同城，而是隔西江相望。拆分出惠城、惠东诸区县，仅剩一隅，即今广东省惠州市惠阳区。
4. 潮州府海阳县：拆分出湘桥区，仅剩一隅，即今广东省潮州市潮安区。
5. 韶州府曲江县：拆分出武江诸区，仅剩一隅，即今广东省韶关市曲江区。
6. 高州府茂名县：今广东省茂名市。
7. 廉州府合浦县：今广西壮族自治区北海市合浦县。
8. 雷州府海康县：今广东省湛江市雷州市。
9. 琼州府琼山县：拆分出美兰诸区，仅剩一隅，即今海南省海口市琼山区。

广西
1. 桂林府临桂县：拆分出秀峰诸区，仅剩一隅，即今广西壮族自治区桂林市临桂区。
2. 柳州府马平县：民國建立後一度撤除，1913年恢復後存續至今，名字先後改為原隸屬府名（柳州）及境內河流（柳江），即今广西壮族自治区柳州市柳江区。
3. 庆远府宜山县：存續至1993年後撤縣改區，即今广西壮族自治区河池市宜州区。
4. 平乐府平乐县：今广西壮族自治区桂林市平乐县。
5. 浔州府桂平县：今广西壮族自治区贵港市桂平市。
6. 梧州府苍梧县：拆分出长洲诸区，仅剩一隅，即今广西壮族自治区梧州市苍梧县。
7. 南宁府宣化县：民國建立後一度撤除，1913年恢復後存續至今，2005年拆分出良庆、美兰和江南三区，仅剩一隅，即今广西壮族自治区南宁市邕宁区。
8. 太平府崇善县：1952年與左县合併，现已不存，原轄區一帶今屬广西壮族自治区崇左市江州区。
9. 镇安府天保县：现已不存，1951年與敬德县合併，合併後的新县即今广西壮族自治区百色市德保县。
10. 泗城府凌云县：今广西壮族自治区百色市凌云县。

云南
1. 云南府昆明县：今云南省昆明市。
2. 澂江府河阳县：今云南省玉溪市澄江市。
3. 曲靖府南宁县：今云南省曲靖市麒麟区。
4. 昭通府恩安县：今云南省昭通市昭阳区。
5. 东川府会泽县：今云南省曲靖市会泽县。
6. 广南府宝宁县：今云南省文山壮族苗族自治州广南县。
7. 开化府文山县：今云南省文山壮族苗族自治州文山市。
安平厅：今云南省文山壮族苗族自治州马关县。
8. 临安府建水县：今云南省红河哈尼族彝族自治州建水县。
9. 普洱府宁洱县：拆分出思茅诸区，仅剩一隅，即今云南省普洱市宁洱哈尼族彝族自治县。
10. 顺宁府顺宁县：今云南省临沧市凤庆县。
11. 永昌府保山县：今云南省保山市。
12. 大理府太和县：今云南省大理白族自治州大理市。
13. 丽江府丽江县：今云南省丽江市。
14. 楚雄府楚雄县：今云南省楚雄彝族自治州楚雄市。

贵州
1. 贵阳府贵筑县：现已不存，原縣城一帶今屬贵州省贵阳市花溪区。
2. 都匀府都匀县：今贵州省黔南布依族苗族自治州都匀市。
3. 安顺府普定县：拆分出西秀诸区，仅剩一隅，即今贵州省安顺市普定县。
4. 遵义府遵义县：今贵州省遵义市。
5. 思南府安化县：今贵州省铜仁市德江县。
6. 铜仁府铜仁县：今贵州省铜仁市。
7. 镇远府镇远县：今贵州省黔东南苗族侗族自治州镇远县。
8. 黎平府开泰县：现已不存，轄地今分屬贵州省黔东南苗族侗族自治州锦屏县和黎平县。

新疆
1. 迪化府迪化县：拆分出天山诸区，仅剩一隅，即今新疆维吾尔自治区乌鲁木齐市乌鲁木齐县。
2. 伊犁府绥定县：现已不存，轄地今屬新疆维吾尔自治区伊犁哈萨克自治州霍城县。
3. 温宿府温宿县：今新疆维吾尔自治区阿克苏地区温宿县。

黑龙江
1. 呼蘭府巴彦州：今黑龙江省哈尔滨市巴彦县。

台湾
1. 台北府淡水县：今台北市。
2. 台湾府台湾县：今台中市。
3. 台南府安平县：今台南市。

没有附郭县的府：
1. 直隶承德府
2. 直隶朝阳府
3. 广西思恩府
4. 贵州思州府
5. 贵州石阡府
6. 贵州兴义府
7. 新疆焉耆府
8. 新疆疏勒府
9. 新疆莎车府
10. 黑龙江龙江府
11. 黑龙江绥化府
12. 黑龙江海伦府
13. 黑龙江嫩江府
14. 黑龙江黑河府
15. 黑龙江胪滨府
16. 吉林吉林府
17. 吉林长春府
18. 吉林新城府
19. 吉林双城府
20. 吉林宾州府
21. 吉林五常府
22. 吉林延吉府
23. 吉林宁安府
24. 吉林依兰府
25. 吉林临江府
26. 吉林密山府
27. 奉天新民府
28. 奉天兴京府
29. 奉天长白府
30. 奉天海龙府
31. 奉天昌图府
32. 奉天洮南府